# KM Malta Airlines
KM Malta Airlines – maltańskie narodowe linie lotnicze, założone w październiku 2023.

## Historia
Podczas konferencji prasowej w październiku 2023 roku, premier Malty Robert Abela oświadczył, że nowo dokapitalizowane linie lotnicze KM Malta Airlines zachowają obecną flotę ośmiu samolotów Airbus A320 Air Malta, mimo że Unia Europejska początkowo chciała redukcji. Początkowa mapa tras obejmowała loty z Malty do 17 lotnisk w 15 kluczowych miastach europejskich.
W dniu uruchomienia linii lotniczych KM Malta Airlines maltański tygodnik Illum poinformował, że od kandydatów na stanowiska personelu pokładowego nie wymaga się już biegłej znajomości języka maltańskiego. Wywołało to oburzenie Partii Narodowej i innych polityków. Premier Robert Abela został zapytany o tę kontrowersję podczas konferencji prasowej i stwierdził, że oczekuje, że personel pokładowy będzie mówił po maltańsku i że zostanie to dodane jako warunek wstępny.

## Porty docelowe
KM Malta Airlines lata do następujących portów docelowych (stan na lipiec 2024):

### Europa
- Austria
  - Wiedeń (Port lotniczy Wiedeń-Schwechat)
- Belgia
  - Bruksela (Port lotniczy Bruksela)
- Czechy
  - Praga (Port lotniczy Praga im. Václava Havla)
- Francja
  - Lyon (Port lotniczy Lyon-Saint-Exupéry)
  - Paryż (Port lotniczy Paryż-Roissy-Charles de Gaulle)
  - Paryż (Port lotniczy Paryż-Orly)
- Hiszpania
  - Madryt (Port lotniczy Madryt-Barajas)
- Holandia
  - Amsterdam (Port lotniczy Amsterdam-Schiphol)
- Malta
  - Luqa (Port lotniczy Malta) hub
- Niemcy
  - Berlin (Port lotniczy Berlin-Tegel)
  - Düsseldorf (Port lotniczy Düsseldorf)
  - Monachium (Port lotniczy Monachium)
- Szwajcaria
  - Zurych (Port lotniczy Zurych)
- Wielka Brytania
  - Londyn
    - (Port lotniczy Londyn-Gatwick)
    - (Port lotniczy Londyn-Heathrow)
- Włochy
  - Katania (Port lotniczy Katania-Fontanarossa)
  - Mediolan (Port lotniczy Mediolan-Linate)
  - Rzym (Port lotniczy Rzym-Fiumicino)

## Flota
Według stanu na maj 2025 flota KM Malta Airlines składała się z 8 samolotów o średnim wieku 3,7 lat:
| Samolot        | Samolot | Samolot   | Liczba miejsc | Liczba miejsc | Liczba miejsc | Uwagi                                     |
| Model          | Aktywne | Zamówione | B             | E             | Łącznie       | Uwagi                                     |
| -------------- | ------- | --------- | ------------- | ------------- | ------------- | ----------------------------------------- |
| Airbus A320neo | 8       | -         | 36            | 132           | 168           | Elastyczna konfiguracja miejsc klas B i E |
| Łącznie        | 8       | 0         |               |               |               |                                           |